# Henri de Montmorency-Bouteville
Pour les articles homonymes, voir Maison de Montmorency et Bouteville (homonymie).
Henri de Montmorency-Bouteville (1597-1616) est un vice-amiral de France (1614), comte souverain de Luxe (1615).
Premier fils de Louis de Montmorency-Bouteville, vice-amiral de France sous Henri IV, il lui succède en 1614 aux charges de vice-amiral, gouverneur de Senlis. Il est encore nommé par Louis XIII gouverneur de Falaise. 

## Sources
- L'art de vérifier les dates, de David Bailie Warden, Saint-Allais (Nicolas Viton), Maur François Dantine, Charles Clémencet, Ursin Durand, François Clément, 1818